# Erystus
Erystus is een geslacht van kevers uit de familie bladkevers (Chrysomelidae).
De wetenschappelijke naam van het geslacht werd in 1885 gepubliceerd door Martin Jacoby.

## Soorten
- Erystus borneensis Medvedev, 1996
- Erystus latus Medvedev, 1996
- Erystus luzonicus Medvedev, 1996
- Erystus martensi (Medvedev, 1996)
- Erystus martensi Medvedev, 1993
- Erystus ovatus Medvedev, 1993